# براين التيرس
براين التيرس (بالإنجليزية:Brian Alters) هو أستاذ في كلية جامعة تشابمان في الدراسات التربوية، وأيضا رئيس المركز الوطني لتعليم العلوم. ويدير مركز أبحاث تطور التعليم تشابمان، درس تعليم العلوم في كل من جامعتي هارفارد وجامعة ماكجيل ويعتبر متخصص في التعليم التطور.
ولديه بكالوريوس في علم الأحياء ودكتوراه في تعليم العلوم من جامعة جنوب كاليفورنيا.
وهو مؤلف العديد من الكتب عن علم الأحياء والجدل حول التصميم الذكي. كتب مع زوجته ساندرا التيرس «علم الأحياء: فهم الحياة» التي وصفه بأنه «كتاب جامعي في علم الاحياء غير متخصص»، ويدعم تدريس علم الأحياء في التعليم العالي، وهو «كتاب مخصص للمعلمين في مستوى الكلية لمساعدتهم في تدريس علم الأحياء». وهو أيضا مؤلف كتاب «تدريس التطور البيولوجي في التعليم العالي: قضايا المنهجية، دينية، وغير الدينية» الذي يسلط الضوء على دراسة التطور.